# Nick Brown
Nicholas Hugh Brown (sinh ngày 13 tháng 6 năm 1950) là một chính khách của Đảng Lao động Anh, từng là Nghị sĩ của Quốc hội (MP) cho Newcastle upon Tyne East từ năm 1983. Brown cũng phục vụ Đảng Lao động với tư cách là Người đứng đầu của họ, và giữ vai trò này dưới bốn lãnh đạo Lao động, trong thời gian của Đảng Lao động cả trong chính phủ và đối lập. Brown giữ một số vị trí bộ trưởng trong chính phủ của Blair và Brown.

## Tuổi thơ
Brown sinh ra ở Hawkhurst, Kent và lớn lên ở Tunbridge Wells gần đó, theo học trường ngữ pháp Tunbridge Wells dành cho nam trước khi học tại Đại học Manchester. Sau khi tốt nghiệp, ông làm việc trong ngành quảng cáo cho Procter & Gamble, nhưng năm 1978, ông chuyển sang làm cố vấn pháp lý cho Khu vực phía Bắc của GMBATU, có trụ sở tại Newcastle upon Tyne. Năm 1980, ông được bầu vào Hội đồng thành phố Newcastle, đại diện cho phường Walker. Vai trò của ông trong công đoàn đã cho ông một vai trò trong việc tối đa hóa ảnh hưởng của công đoàn trong các lựa chọn của Đảng Lao động.

## Đời tư
Brown là người nắm giữ quyền tự do của giải thưởng Thành phố Newcastle upon Tyne. Ông là một người ủng hộ Nhân văn Vương quốc Anh. Brown cũng là một cộng tác viên danh dự của Hiệp hội thế tục quốc gia. Ông được biết đến là người có tình yêu với âm nhạc cổ điển, được phát triển trong những năm đại học của mình.